# Nāmānlū
Nāmānlū (persiska: نامانلو) är en ort i Iran.   Den ligger i provinsen Nordkhorasan, i den nordöstra delen av landet, 600 km öster om huvudstaden Teheran. Nāmānlū ligger 1 833 meter över havet och antalet invånare är 638.
Terrängen runt Nāmānlū är lite bergig. Runt Nāmānlū är det ganska glesbefolkat, med 38 invånare per kvadratkilometer. Närmaste större samhälle är Būānlū, 16,3 km sydost om Nāmānlū. Trakten runt Nāmānlū består i huvudsak av gräsmarker.